# Glypta evetriae
Glypta evetriae là một loài tò vò trong họ Ichneumonidae.